# Loudetiopsis
Loudetiopsis is een geslacht uit de grassenfamilie (Poaceae). De soorten van dit geslacht komen voor van tropisch West-Afrika tot in Tsjaad en in Zuid-Amerika van Bolivia tot in Brazilië en Paraguay.

## Soorten
- Loudetiopsis ambiens (K.Schum.) Conert
- Loudetiopsis baldwinii (C.E.Hubb.) J.B.Phipps
- Loudetiopsis capillipes (C.E.Hubb.) Conert
- Loudetiopsis chevalieri (Stapf) Conert
- Loudetiopsis chrysothrix (Nees) Conert
- Loudetiopsis falcipes (C.E.Hubb.) J.B.Phipps
- Loudetiopsis glabrata (K.Schum.) Conert
- Loudetiopsis kerstingii (Pilg.) Conert
- Loudetiopsis scaettae (A.Camus) Clayton
- Loudetiopsis thoroldii (C.E.Hubb.) J.B.Phipps
- Loudetiopsis trigemina (C.E.Hubb.) Conert